# Mission High School

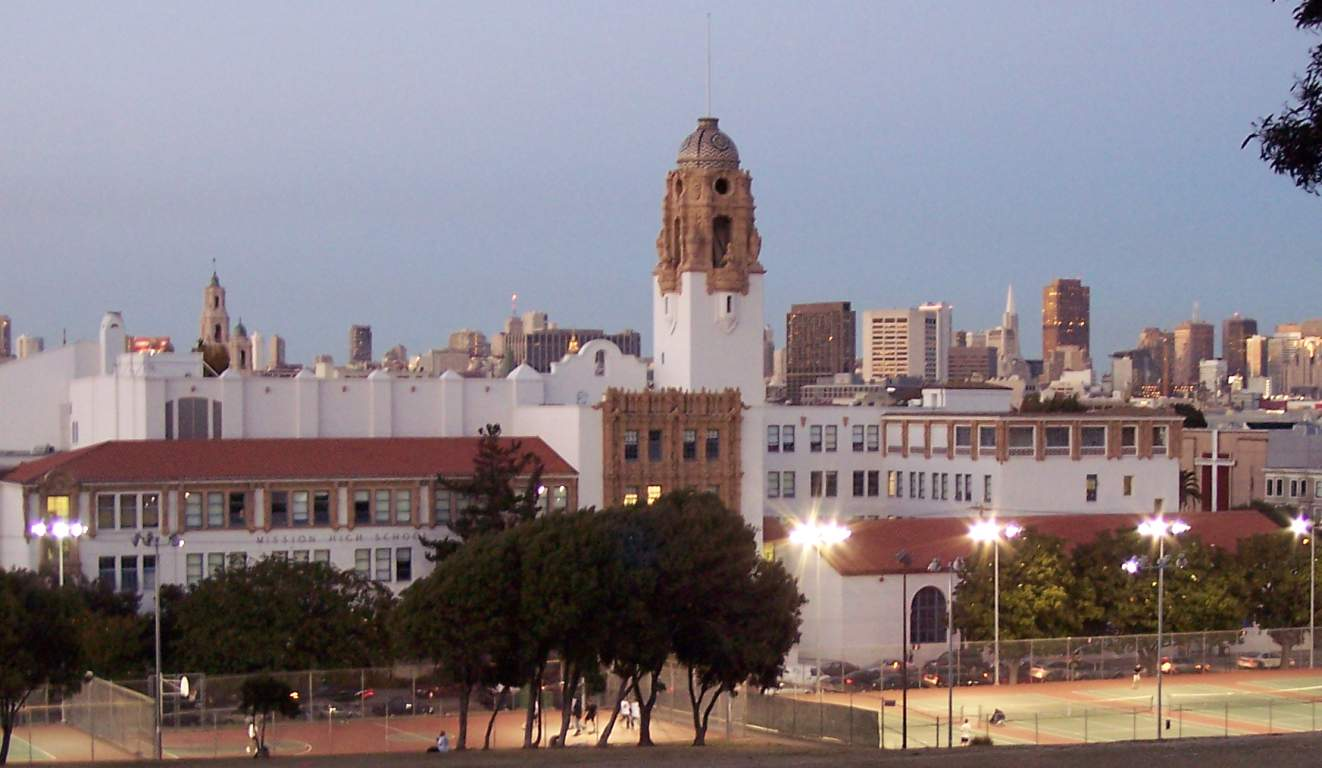
La Mission High School

La Mission High School è una scuola pubblica americana, situata a San Francisco, California. Si tratta della scuola 
superiore più vecchia della città; si trova sulla 18th Street, tra Dolores e Church, dal 1896. Il campus originale venne distrutto in un incendio nel 1922, e il nuovo campus venne completato in due fasi: l'ala ovest nel 1925 e l'edificio principale, dedicato al sindaco di San Francisco James Rolph, nel 12 giugno 1927. Originariamente ragazzi e ragazze vivevano in spazi separati dell'edificio. La zona dei ragazzi è visibile dalla "baby tower", alta circa 30 metri.
Si trova a due isolati dalla Mission Dolores, dalla quale prende il nome. L'attuale corpo studentesco è estremamente vario, accomunando persone delle più svariate nazionalità, con una forte maggioranza di americani e africani. Un corridoio dell'edificio porta ad un teatro che conta 1.750 posti a sedere pieghevoli in legno disposti su due piani, il tutto riparato da un tetto di foglie dorate. Grande come uno studio cinematografico, il teatro è stato equipaggiato di due proiettori da 35 mm. Il finanziamento non fu mai speso per munire la sala di un organo a canne come promesso, ma i lampadari sono stati potenziati.

## Storia

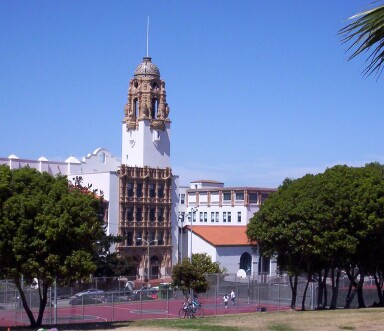
Particolare della scuola

La Mission High School è stata fondata nel 1890, anche se è stata utilizzata a partire dal 1896. Quell'anno la "Board of Education" ha acquistato un appezzamento di terra dall'Associazione del Cimitero Ebraico per costruire un edificio scolastico permanente. L'edificio originale venne completato nel 1898 come una struttura di mattoni a tre piani che riprendeva lo stile del Rinascimento italiano. La struttura resistette al terremoto del 1906, e divenne presto un centro di accoglienza per gli abitanti del quartiere, mentre il Dolores Park, che si trovava dall'altra parte della strada, divenne una tendopoli per i residenti sfollati.
Nel 1922 l'edificio venne distrutto da un incendio. L'attuale complesso è frutto di una ricostruzione questa volta in stile barocco Churrigueresque, risalente tra il 1925 e il 1927. John Reid Jr., architetto della città, fu il progettista. Gli elaborati ornamenti esterni della struttura rivendicano, probabilmente, quelli della Mission Dolores Basilica, che presenta delle torri e degli ornamenti in stile Churrigueresque.
Nel 1936 l'artista Edith Anne Hamlin è stata commissionata sotto il Works Progress Administration del Federal Art Project per creare una serie di murales a tema western per la scuola. Vennero affrescati tre murales: due di questi sono attualmente visibili e rappresentano la fondazione della vicina Mission Dolores, mentre il terzo andò perduto nel 1970 nel corso di una scossa sismica. La fine del 1930 vide anche la costruzione del campo sportivo di Drew Athletic, realizzato alla parte posteriore dell'edificio, in una zona che era stata occupata da case affacciate sulla Dorland Street (rimossa per costruire il campo).
La Mission High School è stata rimodernata per soddisfare gli standard di sicurezza a partire dal terremoto del 1972. Ciò includeva la rimozione di alcuni edifici e di ornamenti architettonici, così come la perdita del murales di WPA Hamlin. Gli studenti hanno frequentato il "Polytechnic High School" fino al loro ritorno del 1978. La struttura continua a funzionare come una high school pubblica e rimane un punto di riferimento a livello architettonico per la zona di Dolores Park di San Francisco.

## Il programma Athletic Scholarship Advancement
Probabilmente il programma più interessante della Mission è l'Academic Scholars Advancement Program (ASAP). Un'estate l'ASAP ha inviato 150 atleti della scuola per partecipare a 31 programmi sportivi. Hanno viaggiato attraverso 22 destinazioni in nove stati, tra cui Giappone, Cina e Italia. L'ASAP contribuisce a coprire il disegno di legge che incita i ragazzi a frequentare uno o più programmi estivi.
Una lista parziale del Summer Program
- Brown U. Leadership and Global Health Classe
- Camp CEO
- Columbia U. Pre-College
- Cornell U. Summer College
- Coro Leadership
- Cosmos (Math and Science Program)
- De Young Museum De
- Outward Bound
- St. Luke's Hospital
- Santa Clara U.
  - Engineering Program
  - Softball - Girls
- Stanford U.
  - Basketball Camp-Boys
  - Cross-Country Camp-Boys
  - Junior State of America
  - Math and Science Pre-med
  - Track and Field Camp-Boys
  - Wrestling Camp-Boys
- UC-Berkeley
  - Football-Boys
  - Gladstone Program
  - Soccer Camp-Boys
  - Soccer Camp-Girls
  - SMASH (Math and Science Academy)
- UC-Santa Cruz
  - Spirit Squad Camp-Girls